# Шевченко Олександр Олександрович
Олександр Олександрович Шевченко (21 листопада 1961) — український політик.
З квітня 2002 по березень 2005 — Народний депутат України 4-го скликання, обраний по виборчому округу № 39, Дніпропетровська область. Член Аграрної партії України.

## Біографія
Народився 21 листопада 1961 року у с. Піщанка Новомосковського району Дніпропетровської області. Має повну вищу освіту: в 1985 р. закінчив Дніпропетровський сільськогосподарський інститут, в 1999 р. — Національну юридичну академію України ім. Ярослава Мудрого, в 2003 р. — Дніпропетровський регіональний інститут державного управління Української Академії державного управління при Президентові України, за спеціальністю — економіка та організація сільського господарства; правознавство, магістр державного управління.
10.1979-05.1981 робітник радгоспу ім. Жданова Новомосковського району Дніпропетровської області.
11.1981-11.1983 бригадир радгоспу ім. Жданова Новомосковського району Дніпропетровської області.
11.1983-01.1985 старший агроном Новомосковської районної станції захисту рослин Дніпропетровської області.
01.1985-04.1986 інструктор організаційного відділу Новомосковського районного комітету ЛКСМУ Дніпропетровської області.
04.1986-08.1987 перший секретар Новомосковського районного комітету ЛКСМУ Дніпропетровської області.
08.1987-07.1989 слухач Київського вищої партійної школи.
08.1989-02.1990 секретар парткому радгоспу «Революціонер» Синельниківського району Дніпропетровської області.
02.1990-12.1994 голова колгоспу «Серп і молот» Синельниківського району Дніпропетровської області.
12.1994-01.1996 начальник Синельниківського районного управління сільського господарства і продовольства Дніпропетровської області.
01.1996-10.1996 заступник голови Синельниківської райдержадміністрації Дніпропетровської області.
10.1996-03.1999 голова Синельниківської райдержадміністрації Дніпропетровської області.
03.1999-07.2000 заступник голови Дніпропетровської облдержадміністрації.
07.2000-12.2000 заступник голови, начальник Головного управління сільського господарства і продовольства Дніпропетровської облдержадміністрації.
12.2000-04.2002 заступник голови Дніпропетровської облдержадміністрації.
05.2002-06.2006 народний депутат України IV скликання.
11.2006-26.12.2007 докторант Національної академії державного управління при Президентові України.
24.12.2007-31.03.2010 заступник Міністра аграрної політики України. Призначений розпорядженням Кабінету Міністрів України від 24.12.2007 р. № 1222-р. Звільнений розпорядженням Кабінету Міністрів України від 31.03.2010 р. № 720-р за власним бажанням.
У 2006 році присвоєно перший ранг державного службовця.
З 09 квітня 2010 року призначений заступником голови Київської обласної державної адміністрації.

## Нагороди
Нагороджений почесним званням «Заслужений працівник сільського господарства України» (1993 p.), орденом «За заслуги» III ступеня (2001 p.), Почесною грамотою Верховної Ради України (2005 р.).